# Anouk Kruithof

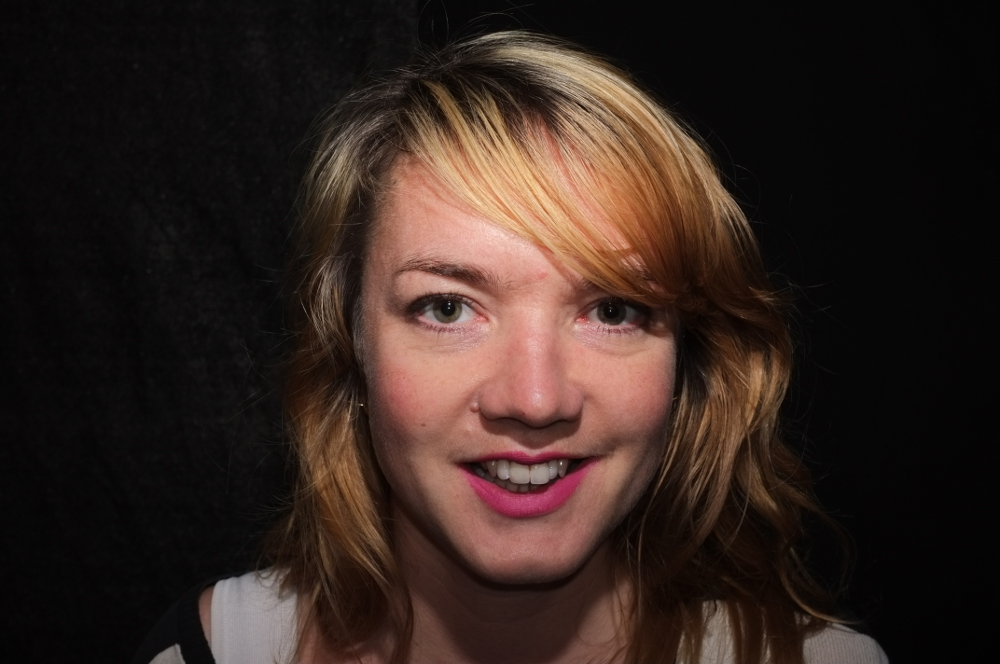
Anouk Kruithof, 2014

Anouk Kruithof (* 2. Juni 1981 in Dordrecht, Königreich der Niederlande) ist eine niederländische Fotografin und Künstlerin.

## Leben
Kruithof studierte bis 2003 an der Akademie voor Kunst en Vormgeving St. Joost in Breda. Im Jahr 2008/2009 nahm sie am Internationalen Atelierprogramm im Künstlerhaus Bethanien in Berlin teil. Danach blieb sie in Berlin, bis sie 2011 mit einem Künstlervisum nach New York ging, das ihr einen dreijährigen Arbeitsaufenthalt in den USA erlaubte. Heute lebt und arbeitet sie in New York City.

## Werke
- 2009: becoming blue.
- 2013: Daily Exhaustion

## Einzelausstellungen
- Galerie Boetzelaer/Nispen, London.
- Galerie Adler, Frankfurt am Main.
- 2022 Universal Tongue, Melkweg Expo, Amsterdam, Niederlande[1]
- 2022 Universal Tongue, Teil des WHOLE United Queer Festivals, Orangerie, Ferropolis, Deutschland
- 2022 Universal Tongue, Museum Voorlinden, Wassenaar, Niederlande[2]
- 2022 Niet Meer Normaal, Kunstkerk Dordrecht, Niederlande[3]
- 2022 Universal Tongue, Museum Tinguely, Basel, Schweiz[4][5]
- 2009: Anouk Kruithof, becoming blue im  Künstlerhaus Bethanien, Berlin; anschließend: Museum Het Domein, Sittard, Provinz Limburg, Niederlande.
- 2006: FOAM, Fotomuseum Amsterdam, Amsterdam.

## Gruppenausstellungen
- The Feverish Library (Continued), Capitain-Petzel Galerie, Berlin.
- Super Positions/The New Wight Biennal, University of California, Los Angeles.
- The Daegu Photo Biennal, Daegu, Südkorea.
- Crossroads, KIT, Kunst im Tunnel, Düsseldorf.
- Quickscan # 01, Nederlands Fotomuseum.
- 2012: RUHE Performers: Fred Aaron Blake, Cal MacBride, Travis Broussard, Sam Chermayeff, Hernán Cortés, Hannes Gruber, u. a.
- 2013: Kunstprojektraum “Autocenter”, Ehemalige Kinderbücherei, Leipziger Straße, Berlin-Mitte.[6]
- mit Pauline Oltheten: Stedelijk Museum, Amsterdam.

## Preise und Auszeichnungen
- 2003: Studentenpreis der Photographers Association of the Netherlands.
- 2005: Unique Photography Prize zusammen mit Jaap Scheeren für ihr Projekt Het zwarte gat.

## Veröffentlichungen
- Playing Borders. This Temporary State of Mind. Revolver Publications, Berlin 2009, ISBN 978-3-86895-040-3.
- Anouk Kruithof, becoming blue, englisch, deutsch, niederländisch. Revolver Publications, Berlin 2009, ISBN 978-3-86895-024-3. (Ausstellungskatalog)
- The Bunglow. Onomatopee, Eindhoven, Niederlande 2014, ISBN 978-94-91677-23-6.